# Hadik Magda

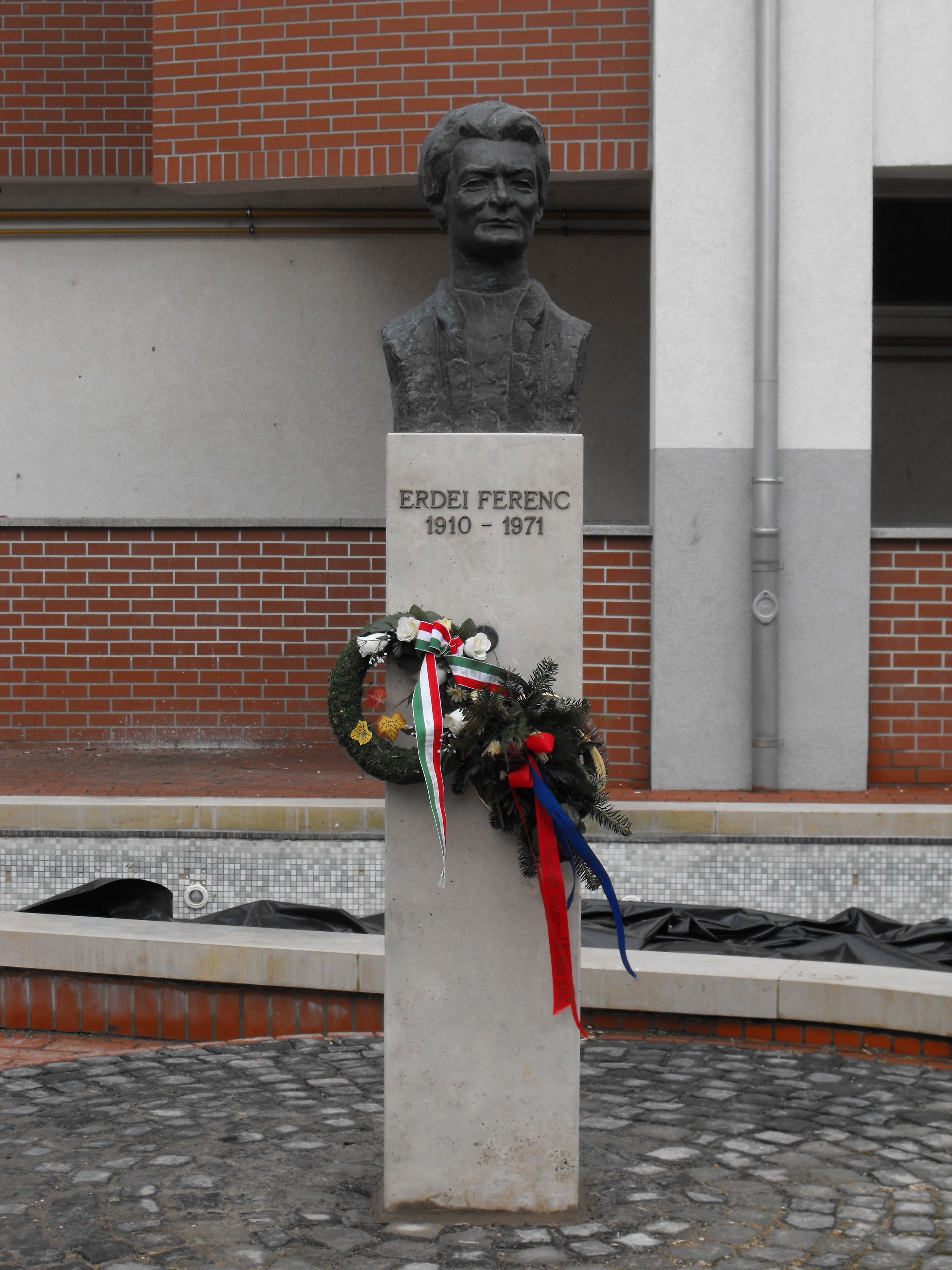
Erdei Ferenc-szobor, Makó, 1972

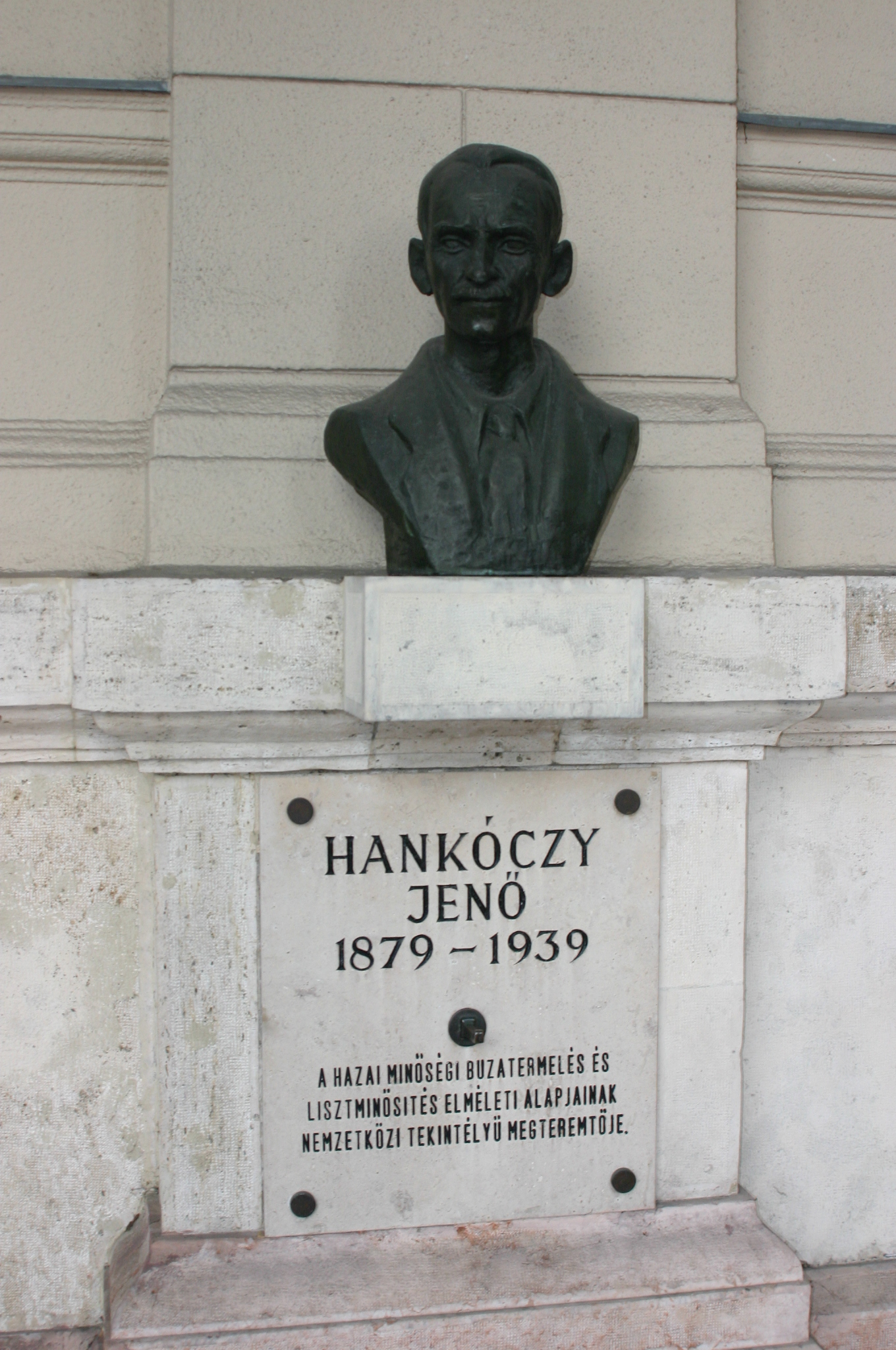
Hankóczy Jenő-mellszobor, Budapest, 1984

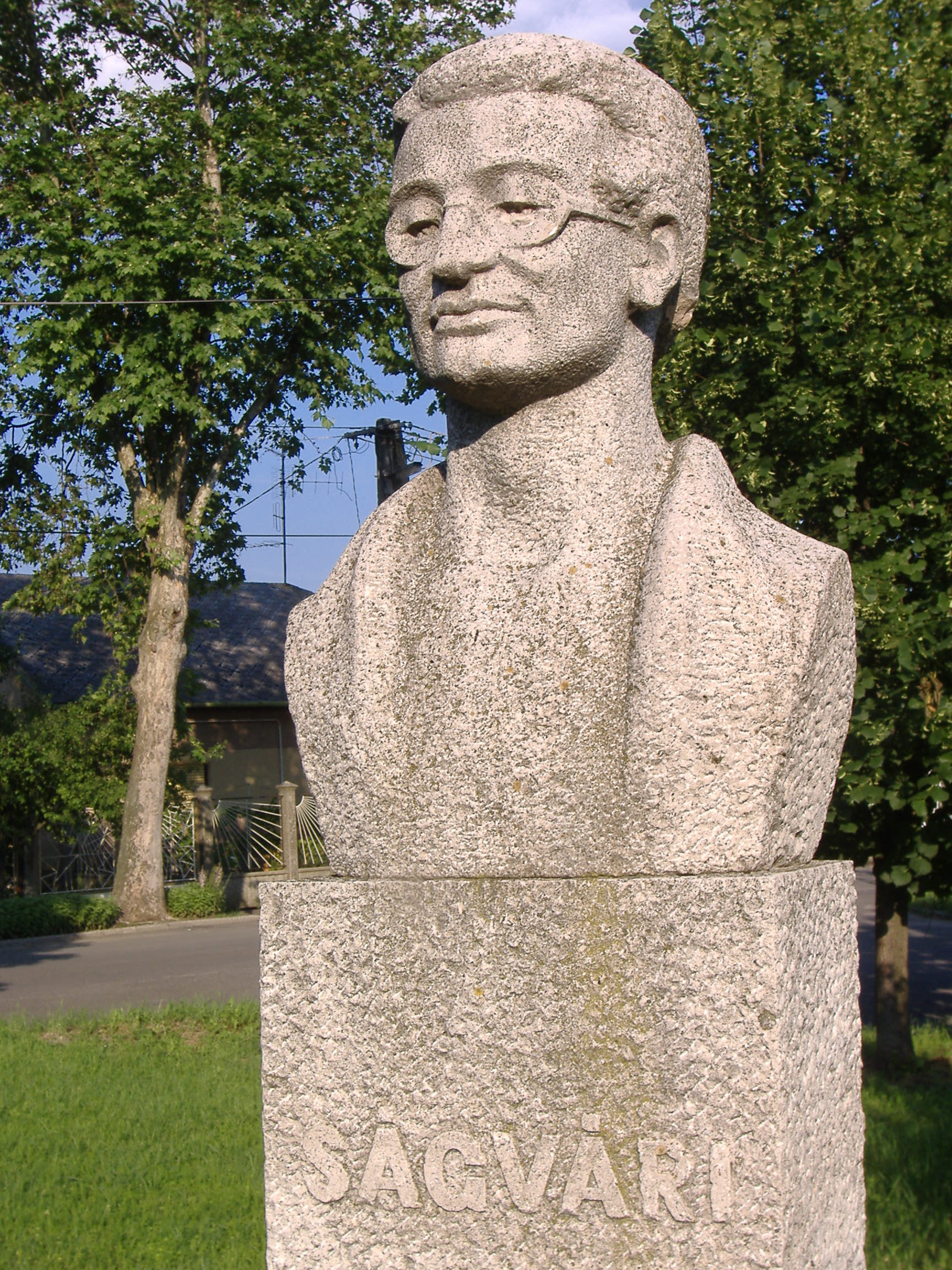
Ságvári Endre-szobor, Makó, 1978

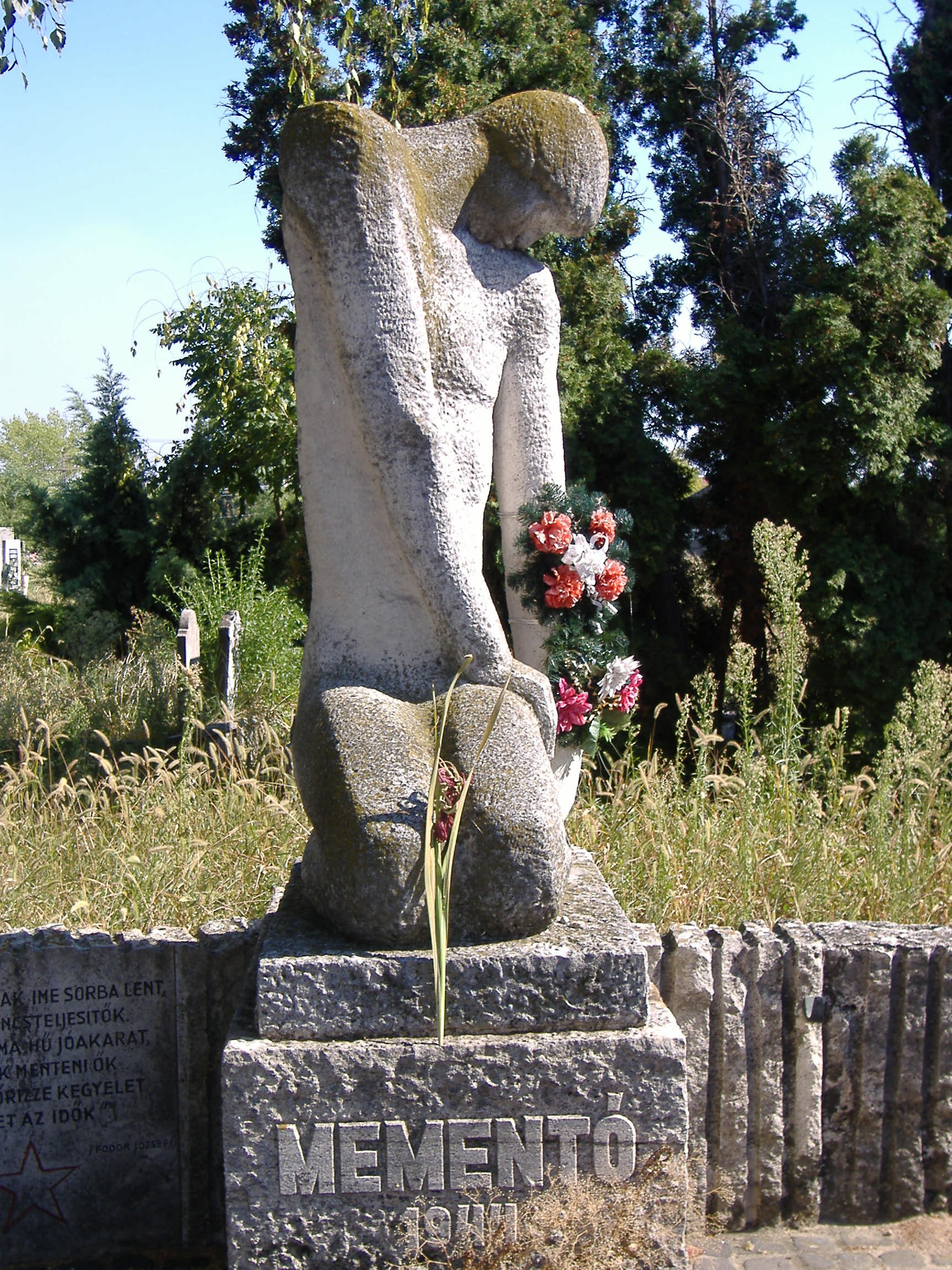
Mementó-szobor, Makó, 1975

Bódyné Hadik Magda (Ópécska, 1914. június 1. – Budapest, 2004. május 2.) magyar szobrász, éremművész.

## Élete
Édesapja állomásfőnök volt Ópécskán, a trianoni békediktátum után a család átköltözött az új határ túloldalán fekvő legközelebbi városba, Makóra. Itt végezte el iskoláit - a Csanád Vezér Reálgimnáziumban tanult - és művészi pályája is itt bontakozott ki. 1947-ben felvették a Képzőművészeti Főiskolára. Mesterei Pátzay Pál, Barcsay Jenő és Ferenczy Béni voltak. 1953-ban diplomát szerzett. Többször ment külföldi tanulmányútra, járt Ausztriában, Németországban, Franciaországban, Görögországban, Lengyelországban és a Szovjetunióban is. Alkotott a makói, hódmezővásárhelyi, hoyerswerdai és a frunzei művésztelepen, részt vett a nagyatádi faszobrász- és a nyíregyháza-sóstói éremművészeti alkotótelepeken is.
Férjhez ment Bódy Ferenchez, és mivel férje a csurgói református gimnáziumban kapott állást, a házaspár oda költözött. Rokonai Makón maradtak, gyermekei később sem születtek. A szocialista realizmus idején nem találta a helyét, főként saját szórakoztatására alkotott. Az 1970-es-80-as években megtalálta hangját, művészetének központjában az ember, az emberi érzelmek álltak. Kisplasztikákat, érmeket és nagyméretű szobrokat egyaránt készített. Szobrászatát a tömbszerűség és a zárt, lehatárolt formák jellemzik. Művészete kiegyensúlyozott, keresztyén perszonalista szemléletet tükröz. Élete végén Budapesten élt; végrendeletében fennmaradt alkotásainak zömét megosztva a csurgói és a makói múzeumra hagyta.

## Kiállításai

### Egyéni kiállításai
- 1969 - EVIG-gyár Művelődési Ház
- 1972 - Művelődési Ház, Tokaj (Juhász Erikával közösen)
- 1976 - Kiállítóterem, Makó (Iványi Ödönnel közösen)
- 1976 - Medgyessy Terem, Hódmezővásárhely
- 1981 - Művelődési Ház, Tokaj
- 1982 - Benczúr Terem, Nyíregyháza
- 1993 - Vigadó Galéria, Budapest
- 1994 - József Attila Múzeum, Makó
- 2006 - József Attila Múzeum, Makó (emlékkiállítás)

### Csoportos kiállítások (válogatás)
- 1954-től - Vásárhelyi Őszi Tárlatok, Hódmezővásárhely
- 1976-tól - Országos Kisplasztikai Biennálé, Pécsi Galéria, Pécs
- 1978 -  Magyar Szobrászat, Műcsarnok, Budapest
- 1979 - A Vásárhelyi Őszi Tárlatok negyedszázados jubileuma alkalmából rendezett retrospektív kiállítás, Műcsarnok, Budapest
- 1983-tól - Országos Éremművészeti Biennálé, Sopron
- 1988 - Tavaszi Tárlat, Műcsarnok, Budapest
- 1988, 1990 - Internazionale del Bronzetto Dantesco, Ravenna
- 1989 - Téli Tárlat, Műcsarnok, Budapest
- 1992 - III. Országos Faszobrászati Kiállítás, Nagyatád
- 1994 - Kisszobor '94, Vigadó Galéria, Budapest

## Köztéri munkái
- 1955: Gyerekek kutyával (mészkőszobor, Bázakerettye)
- 1955: Figurális dombormű (kerámia, Budapest, XX. kerület)
- 1968: Szolmizáló (mészkőszobor, Nyíregyháza)
- 1970: Delfinek (mészkőszobor, Szombathely)
- 1972: Erdei Ferenc-szobor (bronz mellszobor, Makó)
- 1972: Cselkó István-dombormű (mészkő, Mosonmagyaróvár)
- 1973: Petőfi-szobor (mészkő mellszobor, Tiszalúc)
- 1975: Mementó-szobor (mészkő emlékmű, Makó)
- 1978: Ságvári Endre-szobor (mészkő mellszobor, Makó)
- 1978: Akócsi Ágnes-dombormű (mészkő, Budapest, XIII. kerület)
- 1980: Eötvös Loránd-dombormű (vörös márvány, Debrecen)
- 1980: Káplár Miklós-szobor (bronz mellszobor, Hajdúböszörmény)
- 1983: Díszkút (kő utcabútor, Hoyerswerda)
- 1983: Térdelő lány (mészkő szobor, Nyíregyháza)
- 1984: Hankóczy Jenő-szobor (bronz mellszobor, Budapest)
- 1985: Kirgiz melódia (dolomit, Frunze)
- 1992: Nagyváthy János-emlékmű (kő-bronz kompozíció, Csurgó)

## Munkái közgyűjteményekben
- Déri Múzeum, Debrecen
- József Attila Múzeum, Makó
- Magyar Nemzeti Galéria, Budapest
- Petőfi Irodalmi Múzeum, Budapest
- Rábaközi Múzeum, Kapuvár
- Tornyai János Múzeum, Hódmezővásárhely
- Városi Múzeum, Csurgó

## Díjai, elismerései
- Marx-érem (1983)
- A Szovjet Képzőművészek Szövetségének diplomája (1985)
- Csurgó város díszpolgára

## Társasági tagságai
- Nemzetközi Éremművészeti Szövetség